# Skill BuilderS
Skill BuilderS is een Belgisch familiebedrijf dat in 1986 werd opgericht door Ann Bertin. Aanvankelijk richtte Skill BuilderS zich op HR-advies voor kmo's, maar breidde al snel uit naar rekrutering, opleiding en outplacement. 
In 2006 droeg Bertin de leiding over aan haar zonen Jens en Steven Van Mol, ondersteund door Carl Van Mol en Hilde Cooman als senior partners.
In 2012 werd het bedrijf exclusief BeNeLux-consultingpartner voor Patrick Lencioni Table Group. 
In 2024 breidde Skill BuilderS uit naar Nederland door de overname van Lagarde & You.
Het bedrijf groeide gestaag en telt anno 2025 meer dan 250 medewerkers.